# Erebor Mons
L'Erebor Mons è una formazione geologica della superficie di Titano.
Prende il nome dall'Erebor, montagna dell'universo immaginario di Arda, creato dallo scrittore J. R. R. Tolkien.